# 노미네아가리역
노미네아가리역(일본어: 能見根上駅)은 일본 이시카와현 노미시에 있는 IR 이시카와 철도의 철도역이다.

## 역 구조
섬식 1면 2선의 지상역이다. 곡선 상에 있어, 열차와 승강장 사이의 틈이 넓다. 역사는 승강장 동쪽에 있으며 승강장과는 지하도로 이어져 있다.
고마쓰역이 관리하는 업무 위탁역으로, 영업은 JR 서일본 가나자와 메인텍이 대신 하고 있다.

### 승강장
| 1 | ■ IR 이시카와 철도선 | 고마쓰 · 후쿠이 방면   |
| 2 | ■ IR 이시카와 철도선 | 가나자와 · 도야마 방면 |

## 역사
- 1912년 12월 20일 - 일본국유철도 고마쓰 역 ~ 고마이코 역 사이에 데라이역(寺井驛)으로 신설 개업.
- 1987년 4월 1일 - 민영화에 따라 서일본 여객철도의 소속이 되었다.
- 2014년 3월 9일: 새 역사 완공.
- 2015년 3월 14일: 노미네아가리역으로 명칭 변경.
- 2017년 4월 15일: ICOCA 도입.[1]
- 2024년 3월 16일: 호쿠리쿠 신칸센 가나자와역 ~ 쓰루가역 연장 개통에 따라, IR 이시카와 철도로 이관됨.

## 인접역
| IR 이시카와 철도 ■ IR 이시카와 철도선 | IR 이시카와 철도 ■ IR 이시카와 철도선 | IR 이시카와 철도 ■ IR 이시카와 철도선 |
| ------------------------------------- | ------------------------------------- | ------------------------------------- |
| 메이호 다이쇼지 방면                  | 보통                                  | 고마이코 가나자와 방면                |